# Lautamiehenluoto
Lautamiehenluoto är en ö i Finland. Den ligger i sjön Viekijärvi och i kommunen Lieksa i den ekonomiska regionen  Pielinen-Karelen  och landskapet Norra Karelen, i den centrala delen av landet, 400 km nordost om huvudstaden Helsingfors. Öns största längd är 20 meter i nord-sydlig riktning.